# Liten skägglungmossa
Liten skägglungmossa (Asterella gracilis) är en bladmossart som först beskrevs av Friedrich Weber, och fick sitt nu gällande namn av Underw.. Liten skägglungmossa ingår i släktet skägglungmossor, och familjen Aytoniaceae. Arten är reproducerande i Sverige. Inga underarter finns listade i Catalogue of Life.